# Yoon Shi-yoon
Yoon Shi Yoon (en hangul, 윤시윤; Suncheon, Jeolla del Sur, 26 de septiembre de 1986) es un actor surcoreano, conocido por sus papeles en las series de televisión Pan, amor y sueños (2010), Bella Solitaria (2013) y El príncipe de la pasta (2013).

## Biografía
Yoon Shi Yoon nació como Yoon Dong Goo, en una pequeña ciudad de Suncheon ubicado en la provincia de Jeolla del Sur, su nombre inicial lo usó hasta su agencia le recomendó cambiarlo en su entrada en la universidad, como único hijo de su familia, cuando era un niño fue criado por sus abuelos, debido a que sus padres debían de trabajar en Seúl. En septiembre se reveló que su abuelo materno había fallecido.
Durante toda su infancia, mientras los demás niños de su edad asistían a guarderías y aprendían inglés, Shi Yoon asistió a Seodang, una escuela tradicional fundada en la era Joseon, dónde se le instruyó en el confucianismo y aprendió caracteres chinos. Su niñez es reflejada a través de la canción «Grandpa's bicycle» para el programa de SBS Barefoot Friends. Posteriormente estudió Arte en la Universidad de Kyonggi.
El 28 de abril de 2014, Shi Yoo, se enlistó a la Infantería de Marina de la República de Corea, para ser marino, con el deseo de hacerlo en secreto para evitar dañar a los demás soldados. Finalizó su servicio el 27 de enero de 2016.

## Carrera

### 2009-2010
Tuvo un buen comienzo con la serie High Kick Through The Roof, con que obtuvo el premio Mejor Pareja en los MBC Entertainment Awards 2009 junto a Shin Se Kyung y adicionalmente fue nominado en la categoría «Actor Revelación en televisión» en los Baeksang Arts Awards de 2010, en la esa serie, Yoon se desempeñó como Jun Hyuk, un joven adolescente semi-rebelde.

### 2010-2011
Durante 2010, fue elegido para protagonizar junto a Joo Won la serie de KBS 2TV Pan, amor y sueños, esta se convirtió en un éxito al obtener audiencias de 50,8 %, convirtiéndola en la vigésimo quinta serie de drama más alta del país.
Anterior al éxito en Pan, amor y sueños, por el cual recibió muchos elogios. El escritor de series de dramas, Kang Eun Kyung, vio a Yoon en High Kick Through The Roof y pensó que él tenía el potencial para su papel, sin embargo, Yoon no era en realidad la primera opción ya que muchas personas estaban en contra de él, pero afortunadamente corrió el riesgo y en la serie se desempeñó como Kim Tak Gu el hijo mayor de Gu Il Jong (Jun Kwang Ryul), el presidente de Geosung Foods Enterprise y su amante, Kim Mi Sun (Jeon Mi Seon). 
Terminada la serie demostró que él era el mejor para el papel y ganó el Premio a la excelencia en los KBS Drama Awards, el premio a la mejor pareja junto a Lee Young Ah, entre otros reconocimiento nacionales y asiáticos. Yoon también tuvo su debut en la pantalla grande con un protagonizando, junto a Park Ji Yeon, Hwang Jung Eum y Kim Su So, en la película de terror Death Bell 2: Bloody Camp, que se convirtió en éxito, liderando la taquilla, con ganancias superiores a los cinco millones de dólares.

### 2011-2013
En 2011, Shi Yoon sustituye a Kim Jae Won, que sufrió luxación de hombro, en Me Too, Flower! de MBC, sin embargo, la serie obtuvo baja audiencia y tuvo que finalizar antes de tiempo, con un promedio de sólo 6,5% a nivel nacional. 
Posterior a fracaso de Me Too, Flower, fue seleccionado para protagonizar la película Mr. Perfect, de 2014. A finales de 2012, Yoon protagoniza su primera serie de televisión en China, titulada El príncipe de la pasta, estrenada en 2013 y que alcanzó los más altos índices de audiencia en China. El 8 de diciembre de 2012, Yoon recibió el reconocimiento Top Ten Asian Stars otorgado por CETV.

### 2013-actualidad
A principio de 2013, fue confirmado para protagonizar junto a Park Shin Hye las nueva serie del canal de cable tvN titulada Bella Solitaria, bajo el papel Enrique Geum, que era un joven coreano criado en España, que volvía a Seúl a crear nuevos videojuegos y descubre que es observado por su vecina del frente.
El 28 de enero, tvN anunció que la serie se había convertido en el drama de cable más vendido y mejor pagado, aun estando al aire, con expectativas de emitirse en Japón, entre otros países.
Comenzó en ese mismo año a presentar el programa de variedades «Barefoot Friends» de SBS, junto a Kang Ho Dong, Eunhyuk de Super Junior, Kim Hyun Joong, UEE de After School, entre otras celebridades coreanas, sin embargo el programa, obtuvo baja audiencia. 
El 22 de octubre de 2013, Shi Yoon confirmó unirse junto a Lee Beom Soo y Yoona de Girls' Generation en la serie de drama de KBS 2TV Prime Minister and I, ahí interpreta por vez primera a un personaje secundario y el malvado, como Kang In Ho, que es el director de élite superior oficial para el primer ministro Kwon Yool (Lee Beom Soo) y el primer amor de Nam Da Jung (Yoona). Su interpretación recibió buenas críticas por distintos expertos de la industria.
En septiembre del 2018 se anunció que se había unido al elenco principal de la película Private Woman.
El 26 de abril del 2019 se unirá al elenco principal de la serie The Nokdu Flower (también conocida como "Mung Bean Flower"), donde dio vida a Baek Yi-hyun, el medio hermano menor de Baek Yi-kang (Jo Jung-suk), el preciado hijo de los Baek, que ha sido criado con educación de élite, hasta el final de la serie el 13 de julio del mismo año.
El 20 de noviembre del mismo año se unió al elenco principal de la serie Psychopath Diary donde dio vida a Yook Dong-shi, un hombre tímido que es testigo de un asesinato y cuando encuentra el diario del criminal e intenta huir se ve envuelto en un accidente automovilístico y pierde sus recuerdos luego de despertar, por lo que erróneamente cree que el diario es suyo, hasta el final de la serie el 9 de enero del 2020.
El 11 de julio del 2020 se unió al elenco principal de la serie Train donde dio vida a Seo Do-won, un hombre que después de perder al amor de su vida debido a un asesino en serie, él trata de protegerla en un universo paralelo donde todavía está viva, hasta el final de la serie el 16 de agosto del mismo año.
El 31 de agosto de 2021 se unió al elenco principal de la serie You Raise Me Up donde interpretó a Do Yong-shik, un hombre de 31 años quien se está preparando para su examen de servicio civil, que no solo ha aumentado de peso mientras estudiaba para el examen, sino que también tiene que ser tratado por un uróloga quien resulta ser su primer amor.
El 2 de abril de 2022 se unirá al elenco principal de la serie It's Beautiful Now donde dará vida a Lee Hyun-jae, un abogado de divorcios que no está particularmente interesado en las citas o el matrimonio, ya que está ocupado, pero todo cambia cuando conoce a Hyun Mi-rae.

## Vida personal
En el programa One Night of TV Entertainment de SBS, se anunció que es adicto a los libros, cuenta con más de 2.000 libros en casa. Suele leerlos durante los descansos de sus filmaciones, sus compañeros de reparto como Park Shin Hye, Chae Jung Un y Ryu Jin se han mostrado impresionados por su hábito.
En el episodio nueve de Barefooted Friends reveló a Kim Hyun Joong que su última novia no era una celebridad, todo esto producto a que Hyun Joong lo acorralara y le pidió que le aclare si es la celebridad que él conoce, entonces Shi Yoon, muy nervioso dijo que él realmente nunca ha tenido una novia celebridad.

## Filmografía

### Series de televisión
- High Kick Through The Roof (지붕뚫고 하이킥!; 2009-2010).
- Pan, amor y sueños (제빵왕 김탁구; 2010).
- Once Upon a Time in Saengchori (원스 어폰 어 타임 인 생초리; 2010).
- Me Too, Flower! (나도, 꽃!; 2011).
- High Kick: Revenge of the Short Legged (하이킥! 짧은 다리의 역습; 2011).
- Bella Solitaria (이웃집 꽃미남; 2013).[39]
- El príncipe de la pasta (幸福的面条; 2013).
- Prime Minister and I (총리와 나; 2013).
- Ms. Temper and Nam Jung Gi (욱씨남정기; 2016).
- El espejo de la bruja (마녀보감; 2016).[40]
- Three Color Fantasy – Romance Full of Life (생동성 연애; 2017).
- The Best Hit (최고의 한방; 2017).
- Grand Prince (대군 - 사랑을 그리다; 2018), como Lee Hwi, Príncipe Eun Sung.
- Dear Judge aka. Your Honor (2018) como Han Kang-ho / Han Su-ho.[41]
- Absolute Boyfriend (2019) ep. #2.
- The Nokdu Flower (2019) como Baek Yi-hyun.
- Psychopath Diary (2019-2020) como Yook Dong-shi.[42][43]
- Train (2020) como Det. Seo Do-won.[44][45]
- You Raise Me Up (2021) como Do Yong-shik[46][47]
- It's Beautiful Now (Hyun Jae Is Beautiful) (2022-) como Lee Hyun-jae[48]

### Películas
- Private Woman (2018)
- Death Bell 2: Bloody Camp (고사 두 번째 이야기: 교생실습; 2010).
- Professional Mr.Baek (백프로; 2014).

### Programas de televisión
- 2 Days & 1 Night (1박 2일; 2016-2019) miembro.[49]
- Pajama Friends (2018) - (ep. 12-13) - invitado
- Law of the Jungle in Sabah (2018, ep. 330-333) miembro[50][51]
- Naturally (2019) invitado[52]
- Heart Signal 3 (2020) panelista[53]
- Unexpected Business (Boss by Chance) (2021) invitado[54]
- Running Man (2021) invitado (ep. #569)[55]

### Presentador
- 56th Baeksang Arts Awards (presentador de categoría, 2020)[56]
- Barefoot Friends (맨발의 친구들; 2013).
- KBS Song Festival (KBS 가요대축제; 2013).
- 2018 Dream Concert (2018).[57][58]
- Dating DNA Laboratory X (2019-)[59]
- Soribada Best K-Music Award (2019) - (copresentador)[60]

### Anuncios
| Año | Título                                    | Notas               |
| --- | ----------------------------------------- | ------------------- |
| -   | Toner Essence Nutrition Cream: Huangjisoo | junto a Shin Ye-eun |

## Música

### Sencillo
- Downhill (julio 2018)[61]
- The Road To Me (내게 오는 길, 2009) - High Kick Through The Roof

## Premios y nominaciones
| Año  | Premio                                   | Categoría                                   | Nominado trabajo           | Resultar |
| ---- | ---------------------------------------- | ------------------------------------------- | -------------------------- | -------- |
| 2009 | MBC Drama Awards                         | Mejor pareja con Shin Se Kyung              | High Kick Through The Roof | Ganador  |
| 2009 | 46th Baeksang Art Awards                 | Mejor nuevo actor de la televisión          | High Kick Through The Roof | Nominado |
| 2010 | KBS Drama Awards                         | Mejor nuevo actor                           | Pan, amor y sueños         | Nominado |
| 2010 | KBS Drama Awards                         | Mejor pareja con Lee Young Ah               | Pan, amor y sueños         | Ganador  |
| 2010 | KBS Drama Awards                         | Premio a la Excelencia, miniserie - actor   | Pan, amor y sueños         | Ganador  |
| 2010 | KBS Drama Awards                         | Premio de la Popularidad - Actor            | Pan, amor y sueños         | Nominado |
| 2010 | 47th Baeksang Art Awards                 | Top premio a la excelencia, Drama - Actor   | Pan, amor y sueños         | Nominado |
| 2010 | Korean Drama Festival                    | Mejor nuevo actor                           | Pan, amor y sueños         | Ganador  |
| 2010 | 18th Korean Culture Entertainment Awards | Premio de la Popularidad - Actor            | Pan, amor y sueños         | Ganador  |
| 2018 | 6th APAN Star Award                      | Premios a la excelencia, Actor en miniserie | Grand Prince               | Nominado |
| 2018 | SBS Drama Award                          | Male Excellence (Wed-Thurs drama)           | Your Honor                 | Ganador  |